# Kustos des Nationalen Gedenkens

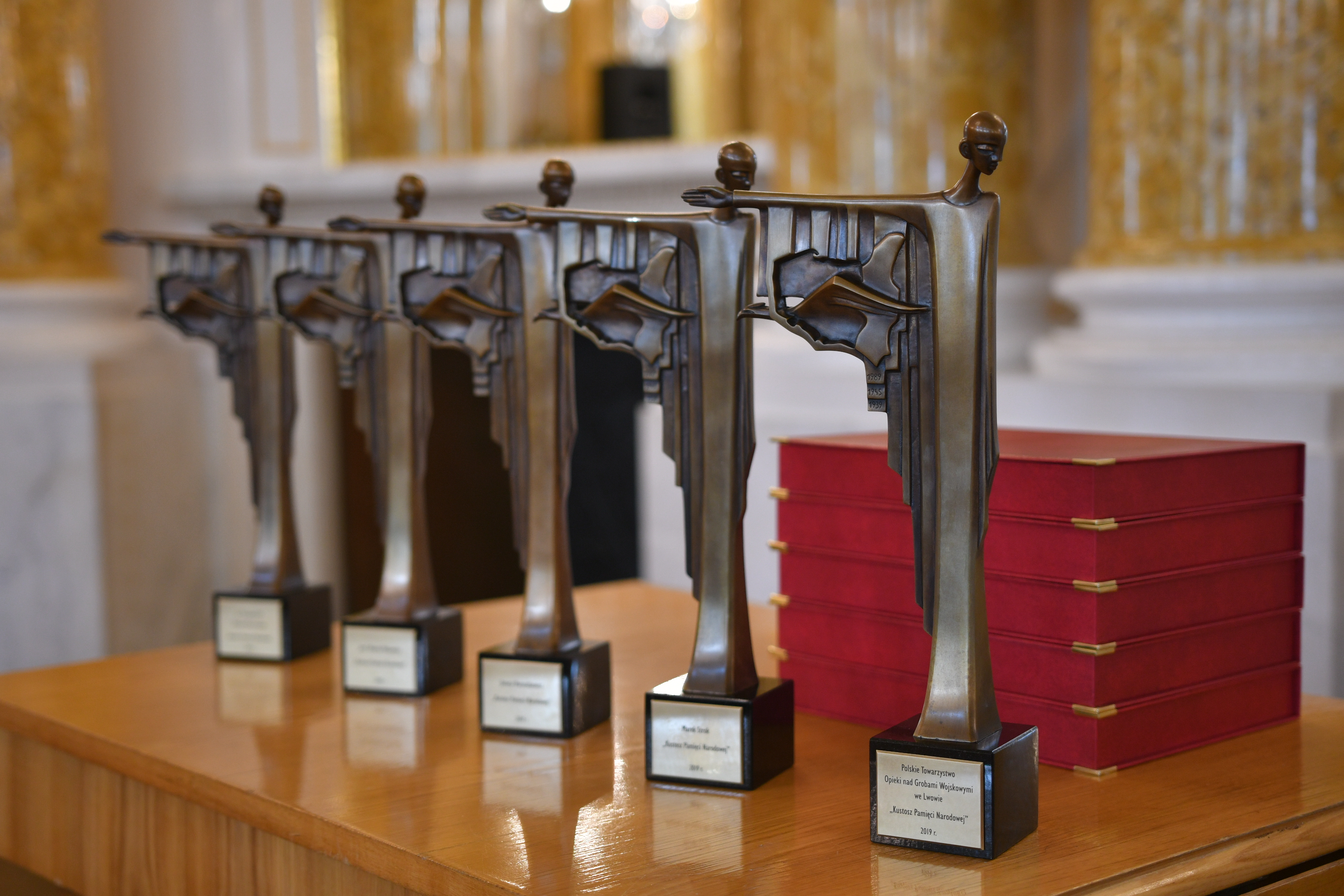
Preisstatuette

Der Preis „Kustos des Nationalen Gedenkens“ (Kustosz Pamięci Narodowej) ist eine Auszeichnung, die alljährlich vom Institut für Nationales Gedenken an diejenigen verliehen wird, die sich in besonderer Weise für das Gedenken an das Schicksal des polnischen Volkes in den Jahren 1939 bis 1989 einsetzen bzw. deren Aktivitäten sich mit den vom Gesetzgeber definierten Aufgaben des Instituts für Nationales Gedenken decken.

## Geschichte
Der Preis wurde erstmals 2002 auf Initiative von Janusz Kurtyka verliehen.
In den Jahren 2002 bis 2020 wurden insgesamt 88 Einzelpersonen und Institutionen ausgezeichnet.
Mit dem Preis sollen der Respekt vor der Vergangenheit Polens wiederhergestellt und Werte geschützt werden, dank denen Polen die Jahre unter fremder Herrschaft überstand.

## Verleihungsmodus
Kandidaten für die Auszeichnung werden von Institutionen, gesellschaftlichen Einrichtungen und natürlichen Personen vorgeschlagen.
Das Preiskomitee unter dem Vorsitz des Leiters des Instituts für Nationales Gedenken zeichnet jedes Jahr bis zu fünf Personen bzw. Institutionen aus. Zulässig sind dabei posthume Auszeichnungen.

## Preisträger (Auswahl)
- 2002: Tomasz Strzembosz, Elżbieta Zawacka[6]
- 2003: Janusz Zawodny[7]
- 2004: Władysław Bartoszewski[8]
- 2006: Die Pauliner[9]
- 2008: Bund der Polen in Belarus[10]
- 2009: Piłsudski-Institut in London, Józef Piłsudski Institute of America[11]
- 2010: Janusz Kurtyka (posthum)[12]
- 2012: Julien Bryan (posthum), Dieter Schenk, Memorial[13]
- 2013: Tomasz Merta (posthum)[14]
- 2015: Janusz Krupski (posthum), Kazimierz Piechowski, Polenmuseum Rapperswil[15]
- 2017: Lech Kaczyński (posthum)[16]
- 2019: Ryszard Kaczorowski (posthum), Wanda Półtawska[17]
- 2020: Gedenkdienstkomitee Gusen[18]